# Les Apparitions fugitives
Les Apparitions fugitives, venut als Estats Units com a The Fugitive Apparitions i a Gran Bretanya com a Short Lived Apparitions, és un curtmetratge mut francès del 1904 dirigit per Georges Méliès. Va ser venut per la Star Film Company de Méliès i està numerat el 550–551 als seus catàlegs.

## Sinopsi
En una sala d'estar, un mag fa aparèixer una dona davant d'una tela. A continuació, col·loca dues teles en dues butaques, fa seure la dona en una, s'asseu a l'altra i després canvia de lloc amb la dona gairebé instantàniament. Aleshores el mag s'asseu en un tamboret, porta la dona que després desapareix. Aleshores fa aparèixer la dona sobre una taula, es canvia de roba i després la fa desaparèixer definitivament, mentre ell vola pels aires abans de tornar a fer una ràpida salutació per un costat de la sala.

## Producció
Méliès interpreta el mag de la pel·lícula, que utilitza escamoteigs, fosa i exposició múltiple per crear els seus efectes especials. Una impressió en paper de la pel·lícula sobreviu a la Biblioteca del Congrés dels Estats Units.